# Мужна
Мужна (рум. Mujna) — село у повіті Харгіта в Румунії. Входить до складу комуни Диржіу.
Село розташоване на відстані 210 км на північ від Бухареста, 53 км на захід від М'єркуря-Чука, 134 км на південний схід від Клуж-Напоки, 70 км на північний захід від Брашова.

## Населення
За даними перепису населення 2002 року у селі проживали 292 особи.
Національний склад населення села:
| Національність | Кількість осіб | Відсоток |
| -------------- | -------------- | -------- |
| угорці         | 283            | 96,9%    |
| румуни         | 9              | 3,1%     |

Рідною мовою назвали:
| Мова      | Кількість осіб | Відсоток |
| --------- | -------------- | -------- |
| угорська  | 284            | 97,3%    |
| румунська | 8              | 2,7%     |